# Баруто Кайто
Баруто Кайто (яп. 把瑠都 凱斗, известен как Баруто), настоящее имя Кайдо Хёвельсон (эст. Kaido Höövelson, род. 1984) — эстонский профессиональный борец сумо и боец смешанных единоборств. В отставке с сентября 2013 года. Высший ранг за карьеру — одзэки. Сикона «Баруто» взята от японского названия Балтики, «Кайто» — от настоящего имени борца. В российских источниках иногда упоминается как Балт.

## Карьера
В детстве он играл в баскетбол на позиции центрового, занимался дзюдо. Попробовал себя в любительском сумо в возрасте 15 лет. Призёр открытого чемпионата Германии среди взрослых. В 18 лет — чемпион Эстонии по сумо в абсолютной категории. Некоторое время не мог определиться с профессией, не имел достаточно средств на дальнейшее образование. Работал охранником. В феврале 2004 года приехал в Японию при содействии национальной и международной федераций любительского сумо. Стажировался в клубе сумо университета Нихон, затем поступил в школу (хэя) Михогасэки, потом перешёл в Оноэ после её отделения от Михогасэки-бэя. Уверенно прогрессировал, но его быстрый подъем несколько раз прерывался из-за необходимости в лечении, в частности, несколько раз дававшей о себе знать травмы колена.
Достиг уровня одзэки после яркого (14-1) выступления на Хару-басё 2010 года, он второй одзэки европейского происхождения, после Котоосю. Известен постоянной улыбкой, а также стремлением не причинить травмы сопернику — он часто удерживает вытолкнутого соперника от падения с дохё.
Владеет, помимо родного, эстонского, языка, ещё немецким, английским, русским и японским.
В январе 2012 года Баруто впервые выиграл императорский кубок, также он отметился тремя победами во второй по значимости лиге дзюрё, где он оказывался несколько раз после травм. Одна из этих побед — с результатом 15-0. Также имеет по одной победе в 3-м (макусита), 5-м (дзёнидан) и 6-м (дзёнокути) дивизионах сумо.

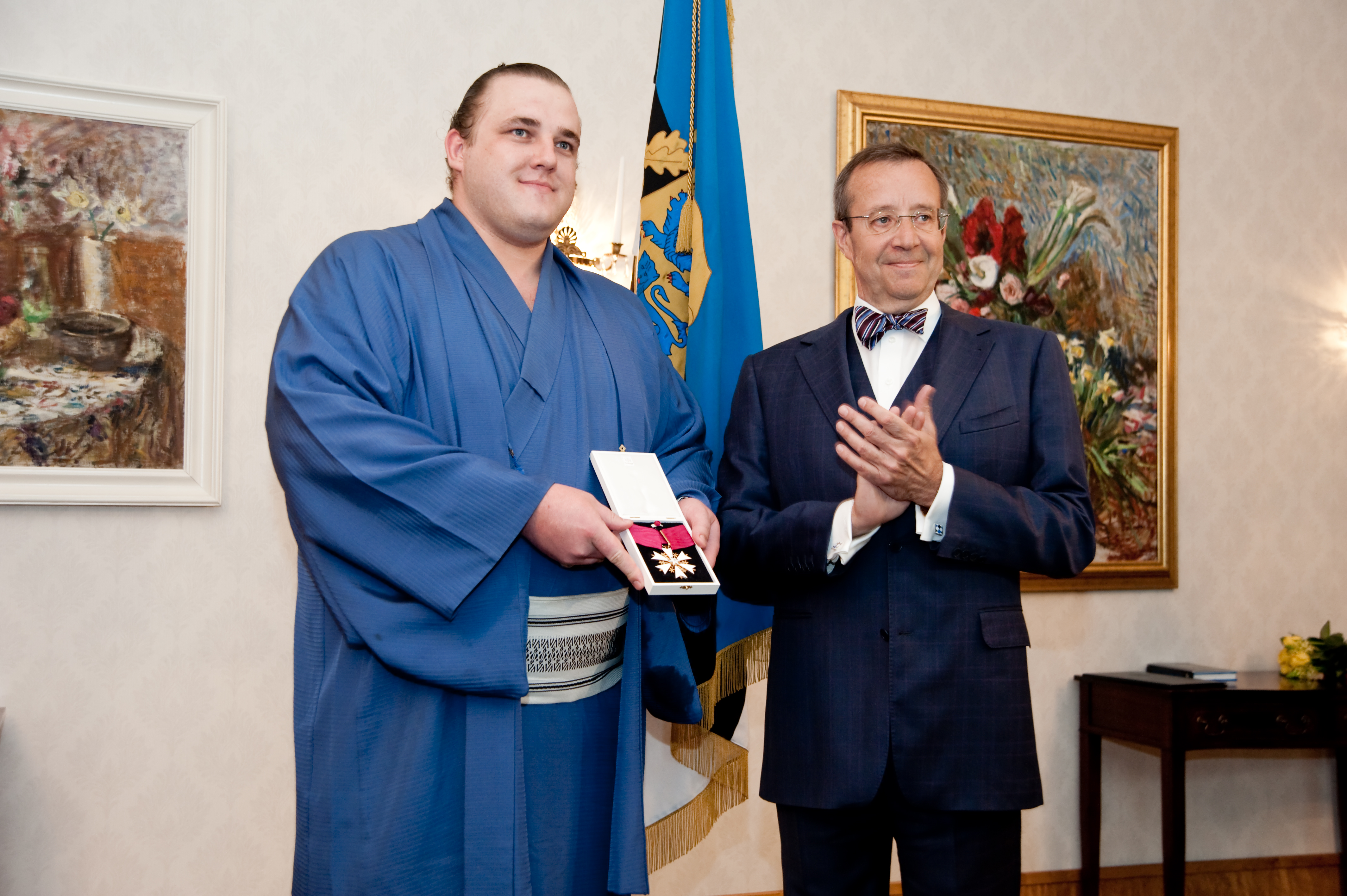
Баруто получает орден Белой звезды

Весной 2012 года Баруто был награждён эстонским орденом Белой звезды третьей степени за вклад в развитие дружбы между эстонским и японским народами.
Снявшись с двух подряд турниров из-за травм (в сентябре и ноябре 2012 года), Баруто потерял звание одзэки. На январском басё 2013 года не смог одержать 10 побед, необходимых для возвращения ранга одзэки, но всё же зафиксировал минимальный катикоси (преобладание побед, 8-7) и остался в ранге сэкивакэ. В мае 2013 Баруто вновь снялся с турнира, так как получил травму колена, и в июльском бандзукэ опустился до уровня 6-го маэгасиры, но восстановиться к июльскому басё не успел.
Объявил об отставке в сентябре 2013 года. Отставку он объясняет незалеченной травмой колена, которая оказалась хуже, чем полагали ранее. После отставки Баруто намерен вернуться в Эстонию и содействовать популяризации сумо в стране. В феврале 2014 года прошла официальная церемония отставки (дампацу-сики) со срезанием пучка волос на голове.

## Стиль борьбы
Придерживался силовой, наступательной манеры борьбы, используя свои незаурядные физические возможности. Иногда практиковал нечасто встречающийся прием, требующий исключительной силы — поднимал соперника в воздух за пояс и уносил за пределы дохё (цуридаси). С марта 2010 года применял попеременные толчки руками (цуппари), что заметно обогатило его стиль и расширило возможности.

## В политике
В сентябре 2018 года вступил в ряды Центристской партии. В политике он собирается заниматься вопросами, которые касаются развития сельской жизни, спорта и предпринимательских контактов со странами Азии.

## Семья
Женился в 2009 году, жена — Елена Трегубова, жительница Японии, уроженка Владивостока, дочь владелицы русского ресторанчика.

## Интересные факты
- Первую победу над ёкодзуной он одержал только с 19-й попытки в январе 2010 года, победив Хакухо броском сукуинагэ. До этого в личных встречах он неизменно проигрывал и Хакухо, и Асасёрю. Его личный счёт против ёкодзун 3:36 — 0:9 с Асасёрю, 3:25 с Хакухо, 0:2 с Харумафудзи (после получения последним звания ёкодзуны).
- В 2016 году Баруто Кайто выступил на турнире смешанных единоборств Гран-при Rizin FF, где в полуфинале проиграл Мирко «Кро Копу» Филиповичу[8].
- В 2020 году в честь Баруто на сланцевом карьере «Нарва», входящем в концерн «Эсти Энергия», был назван гигантский бульдозер "Komatsu"[9].

## Результаты
| Год в сумо | Январь Хацу басё, Токио    | Март Хару басё, Осака                              | Май Нацу басё, Токио        | Июль Нагоя басё, Нагоя                             | Сентябрь Аки басё, Токио        | Ноябрь Кюсю басё, Фукуока                     |
| --- | -------------------------- | -------------------------------------------------- | --------------------------- | -------------------------------------------------- | ------------------------------- | --------------------------------------------- |
| 2004 | x                          | x                                                  | (Маэдзумо)                  | Дзёнокути #40 востока 7–0                          | Дзёнидан #30 востока 7–0–P      | Сандаммэ #33 запада 5–2                       |
| 2005 | Сандаммэ #6 востока 6–1    | Макусита #32 запада 5–2                            | Макусита #22 востока 6–1    | Макусита #6 запада 5–2                             | Дзюрё #14 запада 12–3           | Дзюрё #4 запада Пропустил из-за травмы 0–1–14 |
| 2006 | Макусита #3 запада 6–1–PPP | Дзюрё #11 востока 15–0                             | Маэгасира #11 запада 11–4 Д | Маэгасира #4 запада 9–6                            | Маэгасира #1 востока 4–7–4      | Маэгасира #6 запада 10–5                      |
| 2007 | Маэгасира #3 запада 2–2–11 | Маэгасира #13 запада Пропустил из-за травмы 0–0–15 | Дзюрё #11 запада 14–1       | Маэгасира #14 востока 0–2–13                       | Дзюрё #9 запада 13–2            | Маэгасира #16 востока 11–4 Д                  |
| 2008 | Маэгасира #6 запада 7–8    | Маэгасира #7 востока 12–3 Д                        | Маэгасира #1 запада 5–10    | Маэгасира #5 запада 10–5                           | Комусуби востока 8–7            | Сэкивакэ запада 9–6                           |
| 2009 | Сэкивакэ востока 9–6       | Сэкивакэ востока 8–7                               | Сэкивакэ востока 4–11       | Маэгасира #3 запада 11–4                           | Комусуби востока 12–3 Д         | Сэкивакэ востока 9–6                          |
| 2010 | Сэкивакэ востока 12–3 В    | Сэкивакэ востока 14–1 ДТ                           | Одзэки запада 10–5          | Одзэки востока 8–7                                 | Одзэки востока 9–6              | Одзэки запада 11–4                            |
| 2011 | Одзэки запада 9–6          | Отмена басё 0–0–15                                 | Одзэки востока 10–5         | Одзэки востока 11–4                                | Одзэки запада 10–5              | Одзэки востока 11–4                           |
| 2012 | Одзэки востока 14–1        | Одзэки востока 10–5                                | Одзэки запада 9–6           | Одзэки #2 востока 9–6                              | Одзэки #2 запада 1–3–11         | Одзэки востока 1–2–12                         |
| 2013 | Сэкивакэ запада 8–7        | Сэкивакэ запада 9–6                                | Сэкивакэ запада 3–5–7       | Маэгасира #6 востока Пропустил из-за травмы 0–0–15 | Дзюрё #3 востока Отставка 0–0–0 | x                                             |
| Результат приведен как победил-проиграл-снялся Победа Малый кубок Отставка Не выступал в макуути Специальные призы: Д=За боевой дух (Канто-сё); В=За выдающееся выступление (Сюкун-сё); Т=За техническое совершество (Гино-сё) Ещё показаны: ★=Кимбоси; P=Участие в дополнительном финале Лиги: Макуути — Дзюрё — Макусита — Сандаммэ — Дзёнидан — Дзёнокути Ранги макуути: Ёкодзуна — Одзэки — Сэкивакэ — Комусуби — Маэгасира |                            |                                                    |                             |                                                    |                                 |                                               |